# Берёзки-Бершадские
Берёзки-Берша́дские (укр. Берізки-Бершадські, пол. Berezki Berszadzkie) — село на Украине, находится в Гайсинском районе Винницкой области.
Код КОАТУУ — 0520481606. Население по переписи 2001 года составляет 919 человек. Почтовый индекс — 24451. Телефонный код — 4352.
Занимает площадь 1,938 км².
До 17 июля 2020 года находилось в Бершадском районе Винницкой области.